# モラス雅輝
モラス 雅輝（モラス マサキ、Masaki Morass、1979年1月8日 - ）は、日本のサッカー指導者。20年以上に渡りヨーロッパで指導者としての実績を積んでいる。

## 来歴
東京都調布市立深大寺小学校、東京・横浜独逸学園に通学後、16歳でドイツへ単身留学。背骨の怪我とドイツの名将クリストフ・ダウムに出会ったことがきっかけで1997年に18歳でサッカー選手から指導者に転身。これまでにオーストリア女子ブンデスリーガ1部、ドイツ女子3部、オーストリア男子2部に属するクラブで監督やヘッドコーチを務め、6度のリーグ優勝、5度のリーグ昇格経験を持つ。オーストリアサッカー協会コーチングライセンスを保持。
ドイツ・ブンデスリーガのハンブルガーSVで研修後、2007年1月よりオーストリア・ブンデスリーガのFCレッドブル・ザルツブルクにスタッフ入り。スカウティングサポートをはじめとしたチーム業務の他に宮本恒靖と三都主アレサンドロの通訳も担当した。
2008年8月よりオーストリアサッカー協会の育成指導者に就任し、チロル州インスブルックにあるオーストリアサッカー協会育成アカデミーのU19チームのヘッドコーチとして、オーストリア・U19ブンデスリーガでチームを率いた。
2008年11月5日に2ヶ月間のみという期限付きでゲルト・エンゲルス浦和レッズ監督（当時）の補佐役として入団した。
2009年1月より、契約を残していたオーストリア・サッカー協会の了承を得てJリーグ・浦和レッズトップチームのコーチに就任した。2010年シーズン終了後に浦和を退団した。
2011年6月よりオーストリア・ブンデスリーガのFCヴァッカー・インスブルックのスカウトやインスブルッカーACの育成部門統括ディレクターを2014年6月30日まで務めた。
2012年12月にブンデスリーガ・スポーツマネジメント・アカデミー第9期生として合格。アジア人初の合格者であり、2013年1月に入学した。2014年9月3日、オーストリア国土防衛スポーツ省にて2013-2014年ブンデスリーガ・スポーツマネジメント・アカデミー第9期生卒業式が行われ、モラス雅輝を含め13名のアカデミー生が卒業した。
2014年12月にエアステリーガ（オーストリア2部）に所属するSVホルン・トップチームのコーチに就任した 。
2017年7月、オーストリア女子ブンデスリーガ2部に所属するFCヴァッカー・インスブルック・トップチーム及びセカンドチームのスポーツディレクター兼監督に就任。初シーズンとなった2017-18年シーズンではトップチームとセカンドチームを率いてそれぞれの所属リーグで優勝し、オーストリア・女子ブンデスリーガ1部及び2部リーグへのダブル昇格を果たした
。
2019年6月、Jリーグ・ヴィッセル神戸にトルステン・フィンクが監督として就任。この人事に伴いアシスタントコーチとしてヴィッセル神戸に加入した。同シーズン、就任時の13位から8位にまでリーグ戦での順位は浮上、新国立競技場のこけら落としとなった天皇杯決勝で鹿島アントラーズを下しクラブ史上初のタイトルを獲得。同じくクラブ初となるAFCチャンピオンズリーグへの出場権を獲得した。2020年のFUJI XEROX SUPER CUPでは横浜F・マリノス相手にPK戦を制し優勝を果たした（詳細はFUJI XEROX SUPER CUP2020を参照）。
2021年6月11日、オーストリア・レギオナルリーガ（3部）のFCヴァッカー・インスブルックII監督に就任。同年10月10日、ダニエル・ビエロフカの解任に伴いヴァッカー・インスブルックのトップチーム暫定監督に就任。ウインターブレイクまでの6試合で指揮を執ることになった。2022年1月28日、ミヒャエル・エニングの監督就任に伴いセカンドチーム監督に復帰した。
2022年7月1日付でSKNザンクト・ペルテンのテクニカルダイレクターに就任。
2023-24年シーズンより同クラブのテクニカルダイレクターを務めながら新たにアカデミーダイレクターとU18監督を兼任し3つの要職に就く事が公表された。日本人指導者が、欧州のプロクラブでアカデミーダイレクターを務めるのは初となる。

## 人物
- 標準ドイツ語、南部ドイツ語（アレマン語・バイエルン語）、英語に堪能。
- 生粋の日本人であるが、オーストリア出身の剥製技師[27] である継父のペーター・モラスの姓を名乗ることから誤報されることが多い。[28]
- ドイツの高校では生徒会長やスポーツ選手寮の選手代表を任された。
- オーストリア・インスブルック大学在学中にマーケティング会社「Japan Tyrol Coordination」を設立し代表取締役社長を務める。
- ヘッドコーチとしてSVホルン在籍中に日本企業による同クラブの経営参画の足がかりを作った。[29]
- フットボリスタをはじめとしたサッカー専門の媒体から度々ヨーロッパのサッカーについて取材を受け、現地の情報やドイツ・ブンデスリーガやオーストリア・ブンデスリーガにおける指導及びマネジメント哲学等について情報発信している[30][31][28]。

## 指導者経歴
- 1997年 - 1998年 TSGカンマーバッハ  コーチ 兼 GKコーチ（女子）
- 1998年 - 2006年 インスブルッカーAC 
  - 1998年 - 2000年 トップチーム コーチ 兼 GKコーチ（女子）
  - 1999年 - 2000年 セカンドチーム 監督（女子）
  - 2001年 - 2002年 U12 監督
  - 2002年 - 2003年 U13 監督
  - 2003年 - 2004年 U15 監督
  - 2005年 - 2006年12月 トップチーム ヘッドコーチ
- 2007年 – 2008年 FCレッドブル・ザルツブルク  トップチームスタッフ
- 2008年 – 2009年1月 オーストリア・サッカー協会育成アカデミー（チロル州拠点） U18 ヘッドコーチ
- 2009年 – 2010年 浦和レッドダイヤモンズ  コーチ
- 2011年 – 2013年 FCヴァッカー・インスブルック  スカウト
- 2013年 – 2014年 インスブルッカーAC  育成部門統括ディレクター
- 2014年 – 2015年 SVホルン  ヘッドコーチ
- 2016年 – オーストリア・プロサッカー選手協会  集中合宿担当コーチ
- 2017年7月 – 2019年6月 FCヴァッカー・インスブルック  監督 兼 スポーツディレクター(女子部門)
- 2019年6月 – 2020年9月 ヴィッセル神戸  コーチ
- 2021年6月 – 2022年6月 FCヴァッカー・インスブルック 
  - 2021年6月 - 2022年6月 セカンドチーム 監督
  - 2021年10月 - 2022年1月 トップチーム 暫定監督
- 2022年7月 – SKNザンクト・ペルテン 
  - 2022年7月 – テクニカルダイレクター
  - 2023年7月 – アカデミーダイレクター
  - 2023年7月 – U18監督

## 獲得タイトル

### 指導者として
TSGカンマーバッハ
- ドイツ3部（女子）準優勝 & ドイツ2部へ昇格：1997-98

インスブルッカーAC
- オーストリア3部（女子）優勝 & オーストリア2部へ昇格：1999-2000
- オーストリア4部 優勝 & オーストリア3部へ昇格：2005-06

FCレッドブル・ザルツブルク
- オーストリア・ブンデスリーガ1部 優勝：2006-07

FCヴァッカー・インスブルック
- オーストリア3部（女子）優勝 & オーストリア2部へ昇格：2017-18
- オーストリア2部（女子）優勝 & オーストリア・女子ブンデスリーガ1部へ昇格：2017-18

ヴィッセル神戸
- 天皇杯 優勝：2019
- FUJI XEROX SUPER CUP 優勝：2020